# Nikita Razoemov
Nikita Razoemov (Russisch: Никита Разумов; 11 oktober 1996) is een Russisch wielrenner.

## Carrière
In 2016 werd Razoemov, samen met Andrej Sazanov, nationaal kampioen koppeltijdrijden. Later dat jaar was enkel Igor Frolov beter op het nationale klimkampioenschap.
In 2017 won Razoemov de laatste etappe van de Vijf ringen van Moskou.

## Overwinningen
2016
 Russisch kampioen koppeltijdrijden, Elite
2017
4e etappe Vijf ringen van Moskou